# Бырзица
Бырзица (болг. Бързица) — село в Болгарии. Находится в Варненской области, входит в общину Провадия. Население составляет 224 человека.

## Политическая ситуация
Бырзица подчиняется непосредственно общине и не имеет своего кмета.
Кмет (мэр) общины Провадия — Георги Стоянов Янев (ДНГ) по результатам выборов.